# Rhyncomya echinata
Rhyncomya echinata är en tvåvingeart som beskrevs av Seguy 1928. Rhyncomya echinata ingår i släktet Rhyncomya och familjen Rhiniidae. Inga underarter finns listade i Catalogue of Life.